# Eastnor
Eastnor – wieś w Anglii, w hrabstwie Herefordshire. Leży 23 km na wschód od miasta Hereford i 167 km na zachód od Londynu.